# Davie Village
Le Davie Village (aussi connu sous Davie District ou Davie Street), est un quartier de Vancouver (Colombie-Britannique, Canada). Il se trouve dans le quartier West End de la ville et est considéré comme le quartier gai centré autour de cette rue et incluant des parties des rues Burrard (en) et Jervis. La rue est nommée d'après A. E. B. Davie qui est le 8e premier ministre de la province en 1887 et 1889. Son frère, Theodore Davie, est aussi premier ministre de 1892 et 1895.

## Vue d'ensemble
Le long de la rue Davie se trouve une variété de magasins, de restaurants, de centres de service et d'hôtels, ainsi que des résidences privées. L'une des entreprises ayant le plus de notoriété est la Little Sister's Book and Art Emporium, une librairie de littérature gaie qui reçoit une notoriété nationale en raison d'un démêlé avec les services frontaliers,.

### Salles de spectacle
- Numbers (en)
- The Junction (en)
- Pumpjack Pub (en)

### Festivals
Le village est le site de plusieurs évènements incluant la Davie Street Pride Festival qui survient simultanément avec la marche des fiertés annuelle de Vancouver.
Le Davie Day est aussi une évènement survenant tôt en septembre afin de célébrer le commerce local et la communauté.

## Association commerciale
La Davie Street Business Association invente le nom Davie Village en 1999 et commande des bannières de  l'artiste local Joe Average (en) qui seront accrochées sur les lampadaires de la rue.
Le Davie Village est aussi le lieu où se trouve le magazine bihebdomadaire LGBT Xtra Vancouver (en), le groupe communautaire Qmunity (en) qui offre des services aux résidents lesbiennes, gais, bisexuels et transgenres, ainsi que la Vancouver Pride Society qui organise la Vancouver Pride Parade (en).[réf. souhaitée]

## Histoire des travailleurs du sexe
Durant les années 1960, après la suppression des quartiers des rues Dupont et Alexander, les travailleurs du sexe de Vancouver sont relocalisés dans les rues du West End. Pendant les années 1970, près de 150 travailleurs sont régulièrement observés sur la rue Davie entre minuit et 3h. Cette présence impute le nom de Prostitution Capitol of Canada. Jamie Lee Hamilton (en), une ancienne travailleuse du sexe, indique dans The Volcano que le quartier étant d'une « culture digne des bordels en plein air ». Cette communauté réunissant plusieurs personnes cisgenres, transgenres, bispirituelles, d'âges et d'origines ethniques différentes a permis la création d'un sentiment communautaire où les uns veillent sur la sécurité des autres,.
En 1983, un groupe d'hommes et femmes gais blancs fondent le Concerned Residents of the West End (CROWE) afin de militer pour obtenir une injonction à la Cour suprême de la Colombie-Britannique demandant la relocalisation des travailleurs. Ceci se retrouvent alors dans les quartiers de Yaletown (en), après Mount Pleasant (en) et ensuite Downtown Eastside. Ce déplacement a rendu les travailleurs plus vulnérables aux abus et violence qu'auparavant. Cette relocalisation est aussi mise en cause dans les cas de meurtres et disparitions de femmes autochtones et dont plusieurs sont allégués reliés au tueur en série Robert Pickton au début des années 2000,.

### Monument
- West End Sex Worker Memorial : au coin des rues Jervis et Pendrell[12]